# Günter Kaekow
Günter Kaekow (* 2. November 1924 in Luckenwalde; † 1. Dezember 2021 in Strausberg) war ein deutscher Generalmajor der Nationalen Volksarmee der Deutschen Demokratischen Republik.

## Militärische Laufbahn
Als Sohn eines Tischlers absolvierte Kaekow nach seinem achtjährigen Schulbesuch von 1939 bis 1942 eine Lehre zum Werkzeugmacher. Anschließend erfolgte seine Einberufung zur Wehrmacht, wo er Gefreiter in einer Panzerabteilung an der Ostfront war. Mit dieser geriet er 1944 in sowjetische Kriegsgefangenschaft, aus der er 1948 entlassen wurde.
Nach seiner Rückkehr in die Sowjetische Besatzungszone (SBZ) Deutschlands trat Kaekow am 5. Oktober 1948 in die Deutsche Volkspolizei ein und fand dort zunächst als Kursant in der Volkspolizei-Bereitschaft in Potsdam Verwendung. 1949 trat er in die SED ein. Von 1949 bis 1951 war er Sachbearbeiter und Unterabteilungsleiter für Schuh- und Lederwaren. Später wurde er zum Offizier für Schuh- und Lederwaren in der Hauptverwaltung der Ausbildung. Anschließend war Kaekow von 1951 bis 1953 Oberoffizier in der Verwaltung Motorisierung der Kasernierten Volkspolizei, wo er 1953 zum Stellvertretenden Kommandeur für Technik und Ausrüstung im mittleren Panzerkommando in Oranienburg aufstieg. Diese Position hatte er bis 1954 inne. Anschließend besuchte er bis 1955 die Panzertechnische Schule in Erfurt.
Nach deren Abschluss wurde er von 1955 bis 1960 Stellvertretender Kommandeur für Technik und Ausrüstung bei der 1. motorisierten Schützendivision. 1960 stieg er zum Stellvertretenden Chef des KfZ-Wesens im Ministerium für Nationale Verteidigung auf, was er bis 1964 blieb. Im Anschluss wurde er Chef des KfZ-Wesens, wo Kaekow am 1. März 1976 zum Generalmajor ernannt wurde. Von 1981 bis zu seiner Pensionierung am 30. November 1984 bekleidete er die Dienststellung des Chefs der Verwaltung Kfz-Dienst im Ministerium für Nationale Verteidigung. Anschließend wurde er im Mai 1985 als Kandidat in den Zentralvorstand der Gesellschaft für Sport und Technik kooptiert und zum Vorsitzenden der Kommission Motorsport des GST-Zentralvorstandes berufen.

## Auszeichnungen
- 1981 Kampforden „Für Verdienste um Volk und Vaterland“ in Gold
- 1984 Artur-Becker-Medaille in Gold
- 1984 Vaterländischer Verdienstorden in Silber